# Альфред Юзеф Потоцький

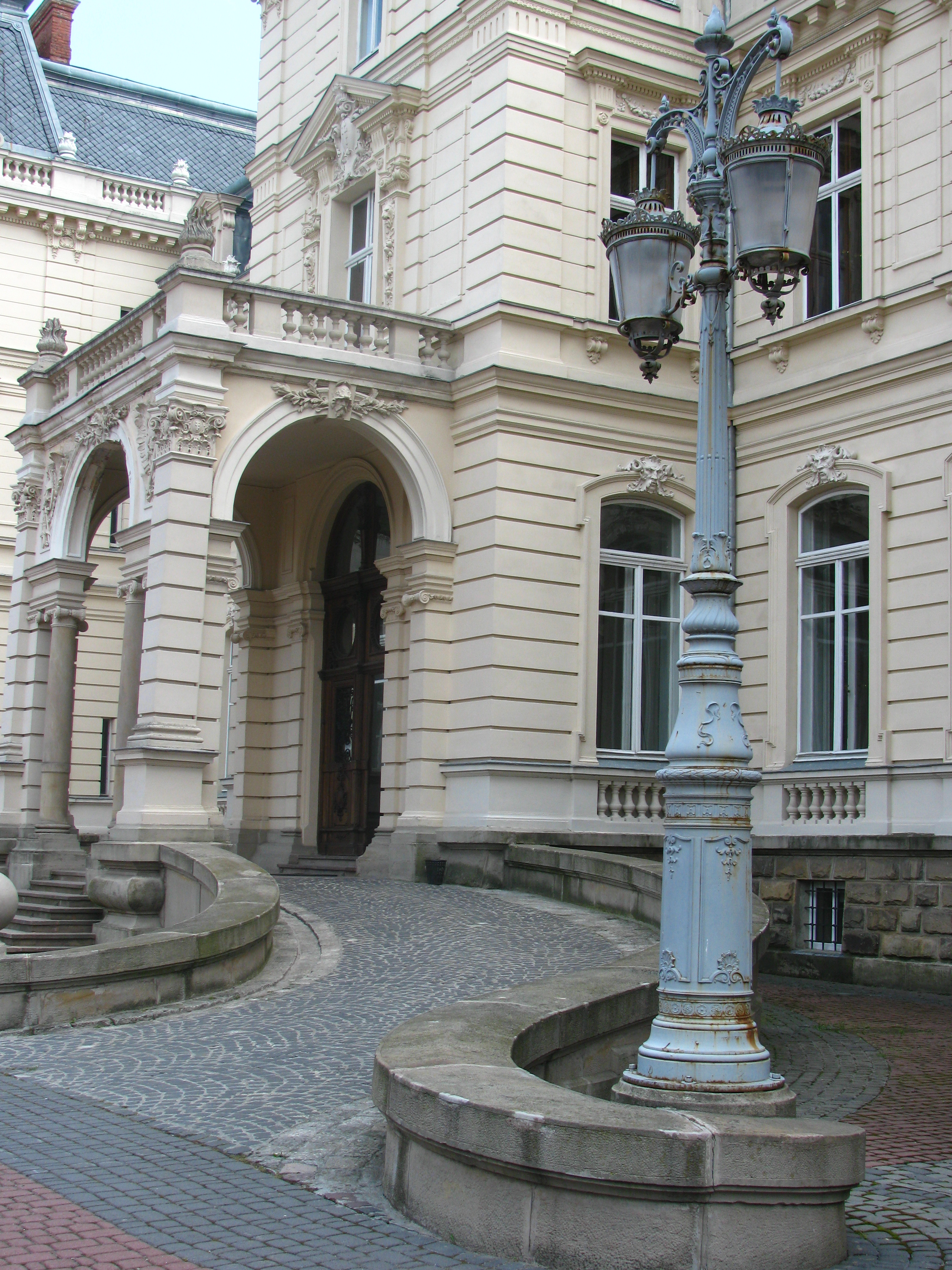
Палац Потоцьких (Львів)

Альфре́д II Ю́зеф Пото́цький гербу Пилява (29 липня 1817, Ланьцут, нині Підкарпатське воєводство, Польща — 18 травня 1889, Париж) — граф, польський і австрійський політичний діяч, маршалок Галицького Сейму, намісник Королівства Галичини та Володимирії, другий ординат у Ланьцуті, австрійський шамбелян, таємний радник. Внук Яна «Непомуцена» Потоцького.

## Біографія
Державний діяч Австро-Угорщини: 1862 року став членом Палати Панів (Herrenhaus) — верхньої палати австрійського парламенту, 1867 — призначений міністром сільського господарства Австрії, 1870 — керівник австрійського уряду. 1871 року був змушений залишити цю посаду. Отримав від цісаря Франца Йозефа І орден Золотого руна.
1863 року обраний послом до Галицького Сейму. Був депутатом цього представницького органу до самої смерті.
Після завершення віденської кар'єри присвятив себе активній політичній діяльності в Галичині. 1875–1877 — обіймав посаду маршалка Галицького Сейму. 1875—1883 — був намісником Галичини.
Сприяв усуненню з посади митрополита УГКЦ Йосифа Сембратовича, виходу на пенсію крилошан Малиновського і Жуковського. Був прихильником «Змартвихвстанців», віддав Добромиль єзуїтам.
Був власником «ґрунтів» у Перемишлянах.

## Палац
Меценат, палкий поціновувач французької архітектури, Альфред Потоцький замовив побудову резиденції (нині знана як Палац Потоцьких у Львові, вул. Коперніка, 15) паризькому архітектору Луї д'Оверню, але не встиг побачити її збудованою. Будову палацу завершив його син Роман Потоцький.

## Родина
Дружина — Марія Климентина з Сангушків (1830—1903, Львів ), одружилися 1851 року в Славуті. Жила у Львові, де й помера. 
Діти: Роман Потоцький, Юлія Потоцька, Климентина Потоцька (Тишкевич), Юзеф Миколай Потоцький.

## Нагороди
- Великий хрест Королівського угорського ордена Святого Стефана (1883, № 1238)[5]
- Орден Золотого руна